# Mallorca Cowboys
Les Mallorca Cowboys sont un duo musical composé de Sebastian et Marc, disc-jockeys et chanteurs, originaires de Mülheim an der Ruhr.

## Histoire
Sebastian et Marc font connaissance au début des années 2000 et fondent le groupe d'abord pour financer leurs études. Ils commencent dans des fêtes de la région de la Ruhr. Ils se font connaître avec la « Lasso-Tanz » par une reprise de Cowboy und Indianer d'Olaf Henning.
En avril 2006, les Mallorca Cowboys ont l'idée de reprendre de façon festive la chanson enfantine Das rote Pferd, une adaptation germanophone de la chanson française Milord. Avec ses amis et sa famille, Rolko et Horstmannshoff sont les Mallorca Cowboys & Friends. En raison des succès remportés dans les fêtes d'après-ski et de carnaval, Markus Becker, chanteur de la scène du Ballermann 6, les découvre. Il propose un réenregistrement conjoint du titre afin de le faire connaître à Majorque et aux Sables d'or en Bulgarie. Le 27 juillet 2007, le CD sort ensuite pour la deuxième fois chez EMI. En mars 2008, les Mallorca Cowboys participent au spectacle musical The Dome. En juin 2009, ils découvrent Die Lollies et leur chanson Arsch im Sand qu'ils développent ensemble comme chanson festive.

## Discographie
- 2006 : Das rote Pferd (Mallorca Cowboys & Friends)
- 2007 : Das rote Pferd (Markus Becker feat. Mallorca Cowboys)
- 2008 : Ra ta ta (Mallorca Cowboys feat. Marco Mzee)
- 2009 : Partygeile Jungs
- 2010 : Ich hab´ die Schnauze voll
- 2010 : Weltmeister Jungs (chanson interactive pour la Coupe du monde de football de 2010)
- 2010 : Überdosis Glück
- 2011 : Feiern!
- 2011 : Duisburger Jungs (chanson pour les fans du MSV Duisbourg)
- 2011 : Lasst uns Freunde sein
- 2012 : Überdosis Glück (Op Kölsch) (Mallorca Cowboys feat. Generation Spass)
- 2012 : Hände hoch, das Spiel geht weiter
- 2012 : Hände hoch, das Spiel geht weiter (Après-Ski-Version)
- 2012 : Weit weit weg
- 2013 : Mein kleines Pony (Mallorca Cowboys feat. Ikke Hüftgold)
- 2013 : Partygeile Jungs - das Album!
- 2013 : Hinter den Bergen (Mallorca Cowboys & Krümel)
- 2014 : Waschbärbauch
- 2014 : Ich will
- 2014 : Freunde fürs Leben (sous le nom de Herzfrequenzen)
- 2014 : Eskalation
- 2015 : Eskalation - Mallorca Version
- 2017 : Wir trinken gern (wir versaufen unser Taschengeld) (avec Axel Fischer et Deejay Matze)

## Source de la traduction
- (de) Cet article est partiellement ou en totalité issu de l’article de Wikipédia en allemand intitulé « Mallorca Cowboys » (voir la liste des auteurs).